# Lúcumo de Carhuancho
Lúcumo de Carhuancho es un caserío peruano ubicado en el distrito de San Miguel de El Faique, perteneciente a la provincia de Huancabamba del departamento de Piura, al norte del Perú. 

## Ubicación
Lúcumo de Carhuancho se ubica al oeste de la provincia de Huancabamba, en el distrito de San Miguel de El Faique, en el departamento de Piura.

## Demografía
En 2017 Lúcumo de Carhuancho tenía una población de 259 habitantes.
| Gráfica de evolución demográfica de Lúcumo de Carhuancho entre 1993 y 2017 |
|                                                                            |
| Fuentes: Población 1993 y 2017                                             |